# 3 Korpus Zmechanizowany (ZSRR)
3 Korpus Zmechanizowany (ros. 3-й механизированный корпус) – wyższy związek taktyczny wojsk zmechanizowanych Armii Czerwonej okresu II wojny światowej.

## Historia
Pierwsze formowanie Korpusu rozpoczęto w czerwcu 1940 roku w Zachodnim Specjalnym Okręgu Wojskowym a ukończono w nowo powstałym (sierpień 1940 roku) Nadbałtyckim Specjalnym Okręgu Wojskowym. Korpus rozmieszczono na terenie Litwy. Dowództwo Korpusu sformowano na bazie dowództwa 24 Korpusu Strzeleckiego. Na dzień 20 czerwca 1941 Korpus dysponował 642 czołgami, w tym: 32 KW-1, 19 KW-2, 50 T-34, 57 T-28, 431 BT-7, 53 T-26 w tym 12 z miotaczami płomieni (chemiczne) oraz 224 samochodami pancernymi, w tym: 166 BA-10 i 58 BA-20. W dniu ataku III Rzeszy na Związek Radziecki dowodził nim gen. mjr Aleksiej Kurkin, a korpus wraz z 16 KS i 29 KS (litewski) podlegał 11 Armii Frontu Północno-Zachodniego.
Dowództwo 3 Korpusu Zmechanizowanego rozformowano 16 sierpnia 1941 roku.
Drugie formowanie 3 Korpusu Zmechanizowanego nastąpiło we wrześniu 1942 roku na podstawie dyrektywy NKO nr 1104478ss z 17 września 1942 roku w Moskiewskim Okręgu Wojskowym.
3 Korpus Zmechanizowany we wrześniu 1942 – październiku 1943 roku walczył w składzie:
- 22 Armii Frontu Kalinińskiego,
- 1 Armii Pancernej Frontu Północno-Zachodniego,
- 1 Armii Pancernej Frontu Woroneskiego.

Rozkazem NKO nr 306 z 23 października 1943 roku 3 Korpus Zmechanizowany przeformowano w 8 Gwardyjski Korpus Zmechanizowany .

## Dowódcy korpusu
- generał porucznik Andriej Jeriomienko – 4 czerwca 1940 – grudzień 1940,
- generał major Aleksiej Kurkin – grudzień 1940 – 16 sierpnia 1941.
- generał major/generał porucznik Michaił Katukow – 18 września 1942 – 30 stycznia 1943,
- generał major/generał porucznik Siemion Kriwoszein – 7 lutego 1943 – 23 października 1943.

## Struktura organizacyjna
Skład 22 czerwca 1941 roku:
- 2 Dywizja Pancerna – gen. mjr E.N. Soliankin (1901–1941)
- 5 Dywizja Pancerna – płk F.F. Fiodorow (1900–1945)
- 84 Dywizja Zmechanizowana – gen. mjr P.I. Fomienko (1897–1967)

Skład korpusu (II formowanie) :
- 1 Brygada Zmechanizowana,
  - 14 pułk czołgów,
- 3 Brygada Zmechanizowana,
  - 16 pułk czołgów,
- 10 Brygada Pancerna,
  - 17 pułk czołgów,
- 1 Gwardyjska Brygada Pancerna,
- 49 Brygada Pancerna,
- 265 pułk moździerzy,
- 35 pułk przeciwlotniczy,
- 405 gwardyjski dywizjon moździerzy (BM-13),
- 34 batalion rozpoznawczy,
- 58 batalion motocyklowy,
- oddziały korpuśne:
  - 346 samodzielny batalion łączności (od 18.02.1943 r.),
  - 27 samodzielny batalion saperów (od 15.10.1942 r.),
  - 6 batalion remontowy (od 15.10.1942 r.),
  - 84 batalion remontowy (od 28.04.1943 r.),
  - 154 samodzielna kompania chemiczna (od 01.08.1943 r.),
  - 22 samodzielna kompania inżynieryjno – minerska (od 15.10.1942 r.),
  - 8 samodzielna kompania transportowa (od 15.10.1942 r.),
  - oddział łączności lotniczej (od 10.06.1943 r.),
  - 138 piekarnia polowa (od 28.04.1943 r.),
  - 1775 polowa kasa Gosbanku (od 14.01.1943 r.).
  - 2310 poczta polowa (od 15.10.1942 r.).